# NGC 4640B
NGC 4640B is een lensvormig sterrenstelsel in het sterrenbeeld Maagd. Het hemelobject werd op 17 april 1887 ontdekt door de Amerikaanse astronoom Lewis A. Swift.

## Synoniemen
- NPM1G +12.0331
- PGC 214021